# Puente Viejo (Carcasona)
El Puente Viejo (en francés, Pont Vieux) es un puente situado en Carcasona, Francia.

## Historia

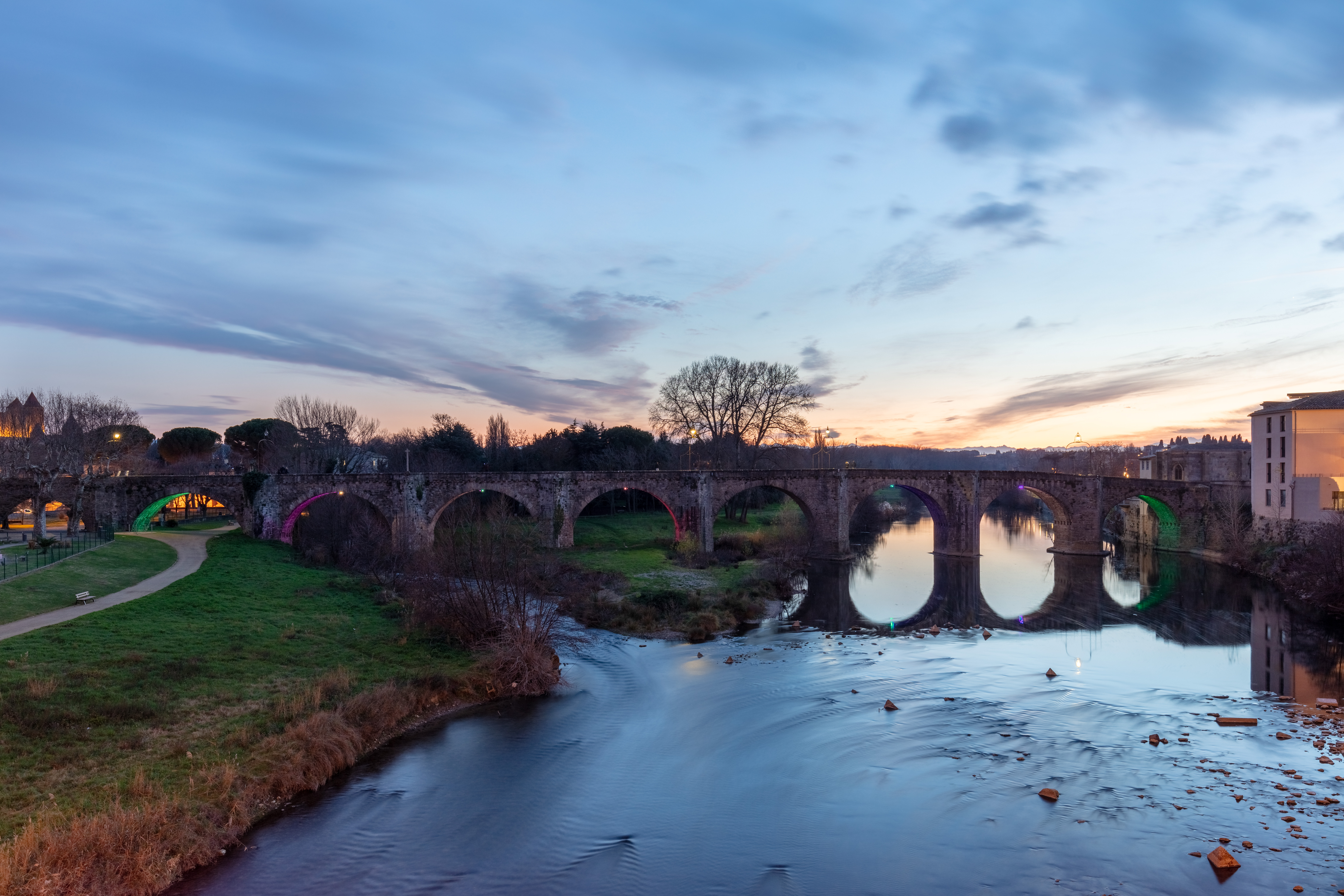
Imagen al anochecer.

El documento más antiguo relativo al puente data del año 1184. Roger Trencavel autorizó a los habitantes de la ciudad construir un nuevo puente sobre el Aude, siempre que cubrieran los costes. Por su testamento, en 1194, sólo se mantuvo el principio de su derecho a peaje, que se limitaba al pago anual de dos medidas de grano. Este puente, construido en unos diez años, debía ser de madera. Jacques-Alphonse Mahul señaló que el puente al que se refiere este acto debía ser el Pont du Moulin du Roi, que estaba situado en el antiguo brazo del Aude. 
La Cruzada Albigense provocó la destrucción de este puente. Los habitantes de Carcasona regresaron después de siete años de exilio y el rey ordenó la destrucción de la ciudad que rodeaba las murallas, el desvío del Aude y la recuperación de las marismas. Luis IX autorizó a los habitantes a construir la ciudad baja y se necesitaba un nuevo puente. A principios del siglo XIV, el rey autorizó la construcción de un puente de piedra. La obra fue financiada con una parte de barragium y pavagium. Así consta en una carta del rey Felipe V, fechada el 6 de septiembre de 1318, con la que autorizaba la recaudación en beneficio de la ciudad de Limoux para construir un puente de piedra... de un derecho... en las mismas condiciones que se hicieron hace unos años para la ciudad de Carcasona. El Puente Nuevo de Limoux guarda cierto parecido con el de Carcasona, que estaba en construcción en 1315 y probablemente se completó alrededor de 1320. Una escritura de 1353, a favor de la Casa de la Cardidad, demuestra que el puente ya estaba terminado en esa fecha.
Originalmente, el puente estaba dividido en dos partes por un arco de piedra que marcaba el límite entre las ciudades baja y alta. Probablemente fue reparado en el siglo XIV.
Con el tiempo, el puente ha sido reparado varias veces. En 1456 se derrumbaron dos arcos. En 1820 el puente fue restaurado, rediseñado y algo desfigurado.
El puente fue clasificado como monumento histórico en 1926.

## Descripción
Carcassonne tiene tres puentes que cruzan el río Aude: el Puente Viejo, el Puente Nuevo y el Puente del Futuro. El primero es el más cercano a la ciudad medieval; en la Edad Media era la única forma de acceder a la Ciudad Alta desde la Ciudad Baja. Ahora está reservado a los peatones.
Consta de doce arcos de medio punto de longitud desigual apoyados sobre pilares provistos de cuencas delanteras y traseras con agudos espolones. Su longitud es de 225 metros.